# Grin & Bear It
Grin & Bear It – drugi album zespołu The Ruts, na który składa się materiał nagrany w latach 1978–1980.

## Utwory
- Wszystkie utwory napisane przez Foxa, Jenningsa, Ruffy'ego i Owena.

1. „West One (Shine on Me)” – 5:42
2. „Staring at the Rude Boys” – 3:14
3. „Demolition Dancing” – 2:38
4. „Secret Soldier” – 2:18
5. „H–Eyes” – 2:48
6. „In a Rut” – 3:41
7. „Love in Vain” – 4:09
8. „S.U.S.” (live) – 3:26
9. „Babylon’s Burning” (live) – 2:39
10. „Society” (live) – 2:06

## Skład
- Malcolm Owen – wokal
- Paul Fox – gitara
- John „Segs” Jennings – gitara basowa
- Dave Ruffy – perkusja

### gościnnie
- Gary Barnacle – saksofon w „Love in Vain”
- Luke Tunney – trąbka w „Love in Vain”